# Хэнам
Хэна́м (кор. 해남군?, 海南郡?, Haenam-gun) — уезд в провинции Чолла-Намдо, Южная Корея.

## География
Расположен на южной оконечности Корейского полуострова. Граничит с уездами: Канджин на востоке, Йонам на севере, Чиндо (진도군, 珍島郡) и Вандо на западе и юге через море.

## Население
65917 человек (по оценке на ноябрь 2022 года).
| Год  | Количество человек |
| ---- | ------------------ |
| 1960 | 204094             |
| 1966 | 229747             |
| 1970 | 210323             |
| 1975 | 198881             |
| 1980 | 168689             |
| 1985 | 150794             |
| 1990 | 134279             |
| 1995 | 96145              |
| 2000 | 89603              |
| 2005 | 74086              |
| 2010 | 66042              |
| 2017 | 73604              |
| 2022 | 65917              |

## Достопримечательности и туризм
- Туристическая зона «Конец земли»
- музей динозавров в Уханли
- буддийский монастырь Михванса у горы Тальмасан. Самые каменные ступы Михванса относятся к VII—VIII векам нашей эры.
- буддийский монастырь Тэхынса, известный также под другим названием — Тэдунса[1].

## Города-побратимы
Хэнам является городом-побратимом следующих городов:
- Ансан, провинция Кёнгидо, Республика Корея
- Чуннангу, Сеул, Республика Корея
- Сочхогу, Сеул, Республика Корея
- Йондок, провинция Кёнсан-Пукто, Республика Корея
- Хэундэгу, Пусан, Республика Корея